# سرجیو مومو
سرجیو ریوری مومو (متولد ۱۲ ژوئیه، ۱۹۹۶، تنریف) یک بازیگر سینما و تلویزیون اسپانیایی تبار برزیلی است که برای بازی در نقش یرای در فصل سوم سریال نتفلیکس الیت (۲۰۲۰) شناخته شده‌است.

## زندگی‌نامه
سرجیو مومو در سال ۱۹۹۶ در تنریف متولد شد و در مدرسه رقص جیای اس ام در تنریف در رشته رقص معاصر آموزش دید. از جزایر قناری به مادرید مهاجرت کرد تا خود را صرف بازیگری کند و در استودیوی معتبر جوان کارلوس کورازا تحصیل نمود، که نخستین نقش‌هایش را در هنگامی که به سختی ۲۰ ساله بود برای او به رهاورد بیاورد. در سال ۲۰۱۶، او نخستین حضورش را تلویزیونی خود را با سریال گمشده در غرب انجام داد، یک مینی سریال کمدی جوانان که از نیکلودئون پخش شد. در سال ۲۰۱۷ اولین فیلم خود را در فیلم جنگی زوناهوستیل به کارگردانی آدولفو مارتینز انجام داد.
در سال ۲۰۱۹، او به بازیگران دوباره کمدی ابرقهرمانی همسایه اضافه شدکه اقتباسی از کمیک هم اسم است و ناچو ویگالوندو کارگردانی عهده‌دار بود. در سال ۲۰۲۰ وی به سریالی اضافه میشودکه بیشترین ارتباط بین‌المللی را برای او به ارمغان آورده‌است، چون او به نام یکی از دانش‌آموزان مدرسه نخبگان در فصل سوم آن آغاز به کار نمود. در تاریخ۲۰۲۱، امضای او برای سریال دیگری از نتفلیکس به عدن خوش آمدید، مشخص شد، جایی که او فیلمبرداری را با بازیگرانی همانندآنا منا، آمایا سالامانکا، بگونا وارگاس، بلیندا یا جاناتان آلونسو به اشتراک می‌گذارد. در همان سال، وی به بازیگران فیلم کمدی رمانتیک سویوناس از بروکلین پیوست.

## فیلم‌شناسی

### سینما
| سال  | عنوان              | شخصیت        | کارگردان        |
| ---- | ------------------ | ------------ | --------------- |
| ۲۰۱۷ | منطقه متخاصم       | سرباز هانت   | آدولفو مارتینز  |
| ۲۰۲۱ | سویاناس از بروکلین | آریل بروکلین | وینسنت ویلانووا |

### تلویزیون
| سال        | عنوان            | شخصیت      | کانال     | درجات  |
| ---------- | ---------------- | ---------- | --------- | ------ |
| ۲۰۱۶       | در غرب گم شد     | کلاهک گارد | نیکلودئون | ۲ قسمت |
| ۲۰۱۹       | همسایه           | رابرت      | نتفلیکس   | ۷ قسمت |
| ۲۰۲۰       | نخبه             | اره        | نتفلیکس   | ۶ قسمت |
| ۲۰۲۲-اکنون | به عدن خوش آمدید | نیکو       | نتفلیکس   | ۸ قسمت |